# 와지디 케슈리다
와지디 케슈리다(아랍어: وجدي كشريدة, Wajdi Kechrida, 1995년 11월 5일 ~ )는 튀니지의 축구 선수로 현재 그리스 수페르리가 엘라다의 아트로미토스 FC에서 라이트 백으로 활약하고 있다.